# HMS Nelson (28)
La HMS Nelson è stata una nave da battaglia della Royal Navy della classe Nelson. Varata negli anni venti, prese parte alla seconda guerra mondiale. Prese il nome dall'Ammiraglio Horatio Nelson, vincitore della Battaglia di Trafalgar.
Costruita seguendo le limitazioni imposte dal Trattato navale di Washington del 1922, ebbe per questo motivo un dislocamento non superiore alle 35.000 tonnellate. Ereditò in parte alcune caratteristiche di progettazione delle navi da battaglia di Classe G3: i nuovi cannoni principali da 406 mm in tre torrette poste tutte a prua, una velocità ridotta e una corazzatura massima limitata solo ai punti vitali, proprio per rispettare i limiti del trattato.
Le tre torrette erano indicate, da prua a poppa, con le lettere "A", "B", ed "X". L'armamento secondario era diviso nelle torrette da P1 a P3 a sinistra e da S1 a S3 a dritta. I sei cannoni antiaerei da 119 mm andavano da HA1 ad HA6, con i numeri pari posti a sinistra. Le sei batterie antiaeree da 40 mm andavano da M1 a M7, saltando il numero 2.

## Storia
La Nelson venne impostata nel dicembre 1922 a Newcastle dai cantieri Armstrong-Witworth. Varata nel settembre 1925, entrò in servizio due anni dopo nell'agosto 1927 e si unì alla sua gemella Rodney, unica altra nave della classe, costruita presso i cantieri Cammel Laird. Il costo totale per la costruzione fu di 7,504 milioni di sterline e vennero utilizzate componenti provenienti dall'HMS Anson e dalla HMS Howe, della classe Admiral, mai completate.

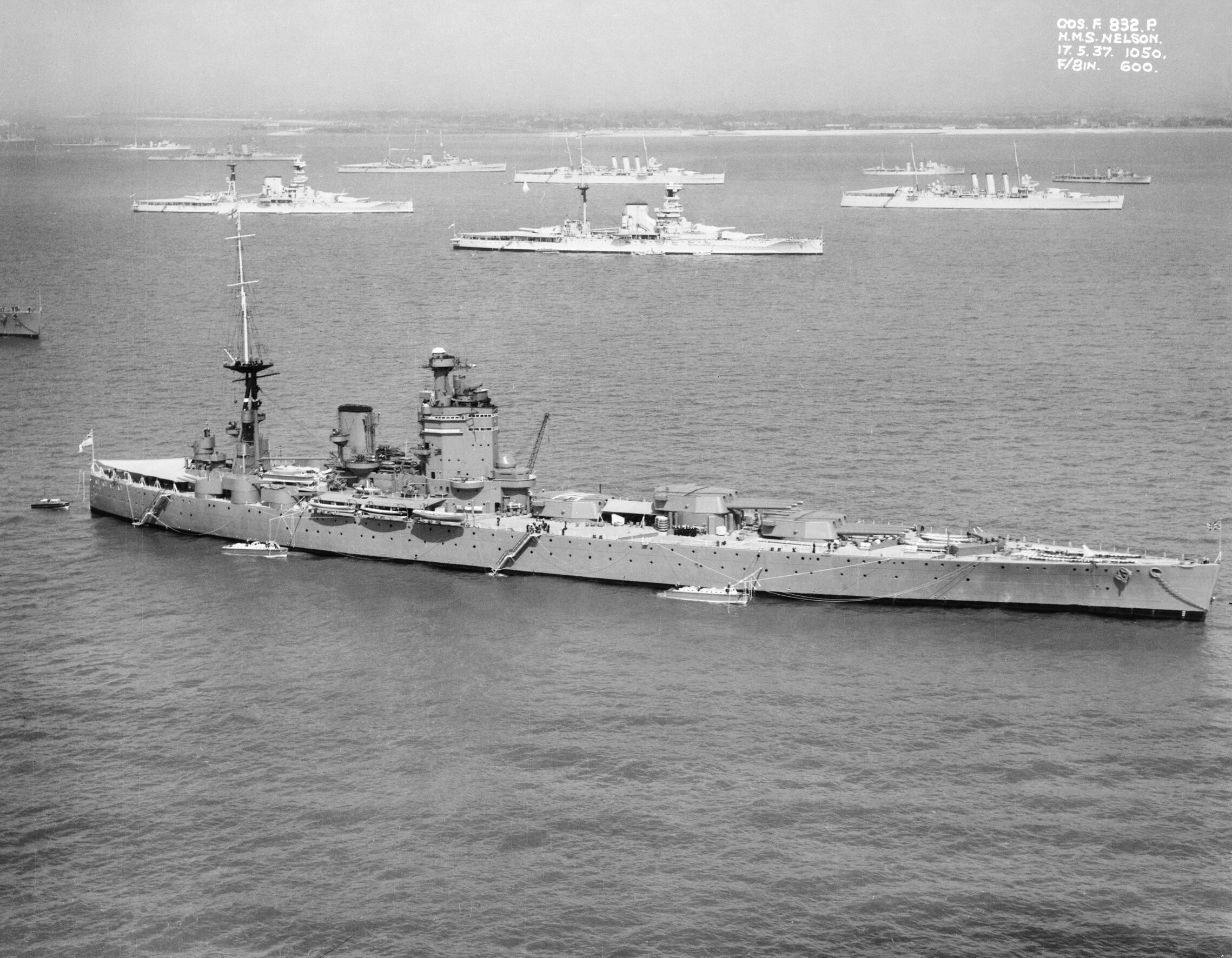
La Nelson nel 1937 a Spithead durante la rivista della Flotta

Divenne l'ammiraglia della Home Fleet dal momento del varo. Nel 1931 gli equipaggi della Nelson e della Rodney presero parte all'Ammutinamento di Invergordon. Durante gli anni 30 subì alcune piccole modifiche e allo scoppiare della Seconda guerra mondiale, nel settembre 1939, si trovava ancora assegnata alla Home Fleet. Tra il 25 e il 26 settembre partecipò come scorta alle operazioni di salvataggio del sottomarino HMS Spearfish. In ottobre venne impiegata nel Mare del Nord contro una formazione di incrociatori e cacciatorpediniere tedeschi, che riuscirono però ad evitarla. Il 30 ottobre venne attaccata dal sottomarino tedesco U-56 che riuscì a colpirla con tre siluri, nessuno dei quali esplose. Successivamente venne di nuovo impiegata nella caccia agli incrociatori da battaglia tedeschi, ma senza successo. La mattina del 4 dicembre incappò in una mina magnetica davanti al Loch Ewe, in Scozia e rimase in cantiere per riparazioni fino all'agosto 1940.
Dopo essere ritornata in servizio operò nel Canale della Manica. Tra l'aprile e il giugno 1941 partecipò invece alle scorte ai convogli nell Atlantico. Verso la fine di maggio si spostò a Freetown, in Sudafrica, per poi tornare a Gibilterra durante la Caccia alla Bismarck.
Nel giugno 1941 venne assegnata alla Forza H, presente nel Mar Mediterraneo con compiti di scorta e disturbo dei convogli italiani. Il 27 settembre 1941, nel corso degli eventi dell'operazione Halberd, venne gravemente danneggiata da un attacco di aerosiluranti della Regia Aeronautica e venne trasferita nuovamente in patria per riparazioni che durarono fino al maggio 1942. Ritornò nel mediterraneo in agosto come ammiraglia della Forza H, scortando convogli diretti a Malta. Nel novembre seguente partecipò all'Operazione Torch con compiti di supporto. Nel luglio del 1943 partecipò all'invasione della Sicilia (Sbarco in Sicilia), dove il 16 luglio rimase danneggiata da un cacciabombardiere italiano, e in settembre allo Sbarco di Salerno, con compiti di bombardamento della costa.
A bordo della Nelson venne firmato il 29 settembre il cosiddetto Armistizio lungo, dopo quello di Cassibile dell'8 settembre, tra il generale Eisenhower e il Maresciallo Pietro Badoglio.
Nel novembre seguente la nave tornò in Gran Bretagna per un raddobbo, che comprendeva anche un forte aumento delle dotazioni antiaeree. Tornata in servizio partecipò alle operazioni connesse allo Sbarco in Normandia, ma venne gravemente danneggiata da due mine il 18 giugno 1944 e inviata a Philadelphia, in Pennsylvania per le necessarie riparazioni. Tornò in Gran Bretagna nel gennaio 1945 e venne inviata nell'Oceano Indiano, arrivando a Colombo in luglio. Venne impiegata nelle acque malesi per tre mesi. Il 2 settembre 1945 le forze giapponesi presenti in zona le si arresero formalmente a George Town.
La Nelson tornò in patria nel novembre successivo e rimase ammiraglia della Home Fleet fino al luglio 1946, quando venne trasformata in nave di addestramento. Nel febbraio 1948 andò in disarmo e venne usata per alcuni mesi come bersaglio di artiglieria prima di essere demolita a partire dal 15 marzo 1949 a Inverkeithing.